# 哈尔基斯
哈尔基斯（希臘語：Χαλκίδα；古希腊语）是希腊中希臘大區埃维亚专区的市镇及城市，为埃维亚岛上的首要城市，位于埃夫里波斯海峡最狭窄处。市镇面积为424.77平方公里，2021年人口数量为109,256人。
现今范围的市镇设立于2011年地方政府改革中，由原5个市镇合并而成，原市镇则成为此市镇的5个市区。哈尔基斯市区（即原哈尔基斯市镇）的面积为30.804平方公里，2021年人口数量为64,490人。
哈尔基斯的希腊语原名一直从古典时代保存至今，在中文里作为希腊古地名时则译为卡尔息斯。该地名源自希腊语单词，意为“铜”，但是在该地区并没有任何铜矿的痕迹。

## 人口数据
| 年份 | 同名城镇 | 整个市镇 |
| ---- | -------- | -------- |
| 1981 | 44,847   | -        |
| 1991 | 51,646   | -        |
| 2001 | 53,584   | -        |
| 2011 | 59,125   | 102,223  |
| 2021 | 64,490   | 109,256  |